# Lijst van Zwitserse Nobelprijswinnaars

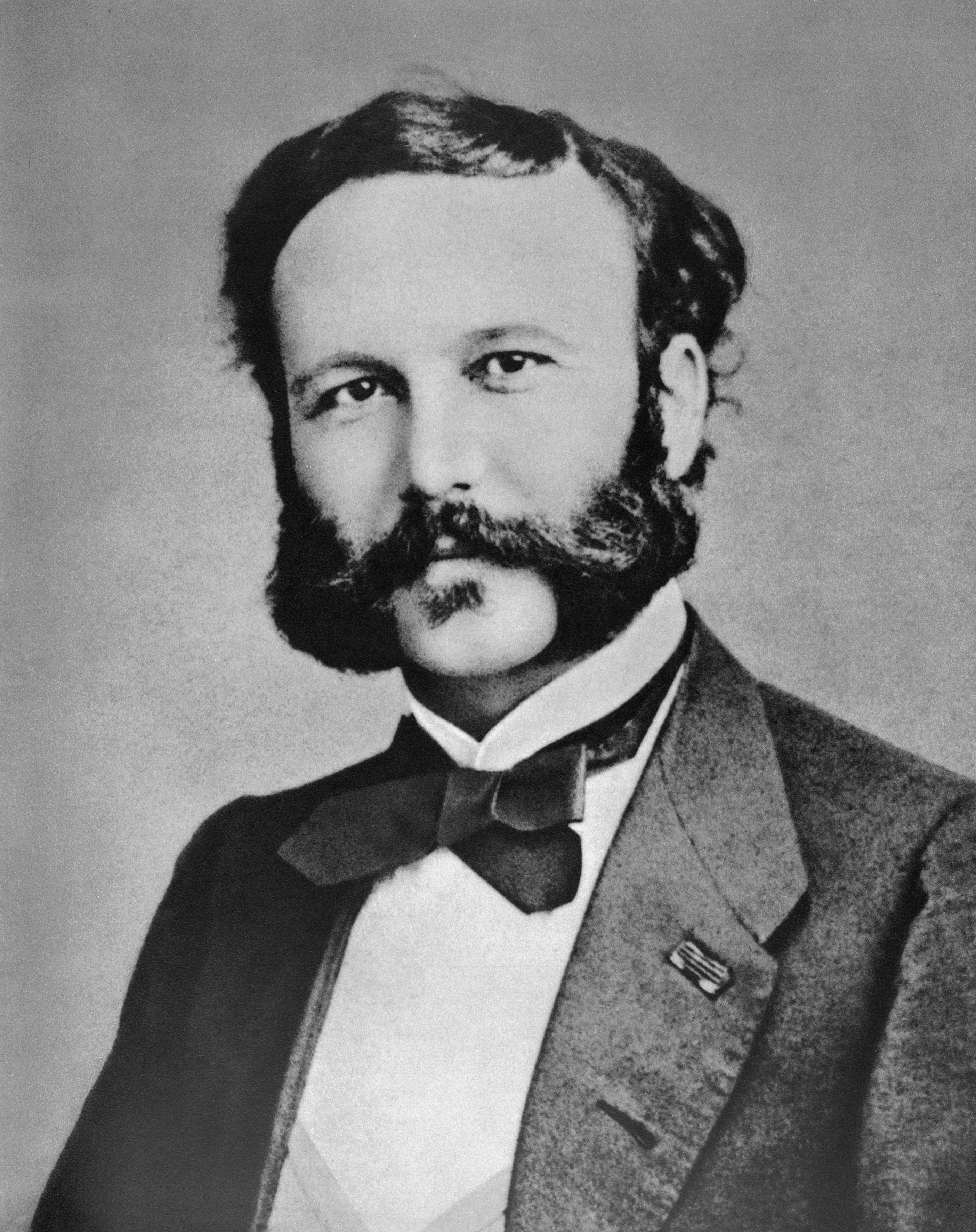
Henri Dunant, oprichter van het Rode Kruis en winnaar van de eerste Nobelprijs voor de Vrede in 1901.

Dit artikel bevat een lijst van Zwitserse Nobelprijswinnaars.

## Nobelprijs voor Geneeskunde
- 1909 : Emil Theodor Kocher
- 1948 : Paul Hermann Müller
- 1949 : Walter Rudolf Hess
- 1950 : Tadeus Reichstein
- 1957 : Daniel Bovet
- 1978 : Werner Arber
- 1996 : Rolf M. Zinkernagel

## Nobelprijs voor Literatuur
- 1919: Carl Spitteler
- 1946: Hermann Hesse

## Nobelprijs voor Natuurkunde
- 1920: Charles Édouard Guillaume
- 1921: Albert Einstein
- 1986: Heinrich Rohrer
- 1987: Karl Alexander Müller
- 2019: Michel Mayor en Didier Queloz

## Nobelprijs voor Scheikunde
- 1913: Alfred Werner
- 1937: Paul Karrer
- 1939: Lavoslav Ružička
- 1975: Vladimir Prelog
- 1991: Richard R. Ernst
- 2002: Kurt Wüthrich
- 2017: Jacques Dubochet

## Nobelprijs voor de Vrede
- 1901: Henri Dunant
- 1902: Élie Ducommun en Albert Gobat
- 1910: Internationaal Bureau voor de Vrede
- 1917, 1944, 1963: Rode Kruis
- 1938: Office international Nansen pour les réfugiés
- 1954, 1981: Bureau van de Hoge Commissaris voor de Vluchtelingen
- 1969: Internationale Arbeidsorganisatie
- 2017: Internationale Campagne tot Afschaffing van Kernwapens

## Prijs van de Zweedse Rijksbank voor Economie
- nog nooit door een Zwitser gewonnen.